# 裸の裸の裸のKISS/アレコレしたい!
「裸の裸の裸のKISS/アレコレしたい!」（はだかのはだかのはだかのキス/アレコレしたい）は、2014年3月19日にアップフロントワークス（hachamaレーベル）から発売された、日本の女性アイドルグループ・Juice=Juiceのメジャー3枚目のCDシングルである。当CDシングルにはラテン系の楽曲「裸の裸の裸のKISS」、メンバーの年齢層に合った楽曲「アレコレしたい!」が収録されている。

## 音楽性、歌詞
「裸の裸の裸のKISS」の曲調は「ラテンEDM」をコンセプトとしたもので、フラメンコギターが取り入れられた、大人っぽいものとなっている。また、歌詞も大人っぽい情熱的なものとなっている。タイトルについてdwango.jpは「つんく♂的な変わった魅力的なタイトル」とし、メンバーの宮本佳林は「初めてタイトルを見たときは驚いてしまった」と感想を残している。
「アレコレしたい!」は、メンバーの年齢層に合った楽曲で「卒業の空気感や新生活が始まるワクワク感」が表現されている。宮本と植村あかりが中学を卒業し、金澤朋子が高校を卒業するという点でもメンバーとマッチした曲になっている。曲調はロックである。

## リリース
メジャー3枚目の当CDシングルは、2014年1月30日にハロー!プロジェクト オフィシャルサイトでリリースされることが発表された。今作も両A面シングルとなっている。その後、2014年3月19日には発売日を迎えた。
当シングルは初回生産限定盤A・同B・同C・通常盤A・同Bの5タイプが発売されており、初回生産限定盤A・B・CにはDVDが付属している。また、初回生産限定盤A・B・Cにはイベント抽選シリアルナンバーカードが封入されており、スペシャルイベントへの応募が可能である。通常盤A・Bには、トレカサイズ生写真が封入されている。また、CDショップごとのオリジナル特典も存在する。

## ミュージック・ビデオ
「裸の裸の裸のKISS」のミュージック・ビデオ(MV)は、ハロー!プロジェクトのYouTubeオリジナル番組『ハロ！ステ』#56（2014年2月26日公開）で初公開された。また「Dance Shot Ver.」は、『ハロ！ステ』#58（2014年3月12日公開）で初公開された。いずれも、初回生産限定盤Aに付属しているDVDに収録されている。
「アレコレしたい!」のミュージック・ビデオは、『ハロ！ステ』#57（2014年3月5日公開）で初公開された。また「Dance Shot Ver.」は、『ハロ！ステ』#59（2014年3月19日公開）で初公開された。いずれも、初回生産限定盤Bに付属しているDVDに収録されている。

## ライブ・パフォーマンス
2014年2月23日、Juice=JuiceはZepp Tokyoで行われた「ハロプロ研修生 発表会 2014〜2月・3月の生タマゴShow!〜」に出演し「裸の裸の裸のKISS」を初披露した。3月1日には、名古屋で行われた同公演で「アレコレしたい!」を初披露した。
3月21日には、サンシャインシティ噴水広場にて発売記念イベントを行った。まず「裸の裸の裸のKISS」が披露された後に、ゲストの髭男爵とともに「ルネッサ〜ンス！」という音頭で、Juice=Juiceのイベントでは恒例となっている乾杯を行った。さらに「ロマンスの途中」「イジワルしないで抱きしめてよ」の披露、髭男爵のひぐち君によるJuice=Juiceメンバーへのギャグの指導が行われた。そして、イベントが終盤に差し掛かり「アレコレしたい!」を披露する前に、メンバーへのサプライズとして、つんく♂から電報が届けられたことが告知された。メンバーが動揺する中リーダーの宮崎由加が電報を開くと「ツアーやる 成功せよ」と記載されており、宮本佳林を除くメンバーは涙を流して喜んだ。イベント終了後には記者会見を開き、単独ツアー開催発表に対する感想・今後の目標について答え、体力不足・トーク力などを課題として挙げた。
3月27日には、NHK総合『MUSIC JAPAN』に出演し、3月28日には、日本テレビ『ミュージックドラゴン』に出演した。披露した曲は両番組とも「裸の裸の裸のKISS」であった。

## シングル収録トラック
| 全作詞・作曲: つんく。 |                                     |           |            |            |      |
| #                      | タイトル                            | 作詞      | 作曲・編曲 | 編曲       | 時間 |
| 1.                     | 「裸の裸の裸のKISS」                | つんく    | つんく     | 平田祥一郎 | 4:00 |
| 2.                     | 「アレコレしたい!」                 | つんく    | つんく     | 近藤圭一   | 3:50 |
| 3.                     | 「裸の裸の裸のKISS (Instrumental)」 | つんく    | つんく     |            | 3:59 |
| 4.                     | 「アレコレしたい! (Instrumental)」  | つんく    | つんく     |            | 3:49 |
| 合計時間:              | 合計時間:                           | 合計時間: | 15:39      |            |      |

| #         | タイトル                            | 作詞  | 作曲・編曲 | 時間 |
| --------- | ----------------------------------- | ----- | ---------- | ---- |
| 1.        | 「アレコレしたい!」                 |       |            | 3:50 |
| 2.        | 「裸の裸の裸のKISS」                |       |            | 4:00 |
| 3.        | 「アレコレしたい! (Instrumental)」  |       |            | 3:49 |
| 4.        | 「裸の裸の裸のKISS (Instrumental)」 |       |            | 3:59 |
| 合計時間: | 合計時間:                           | 15:39 |            |      |

初回生産限定盤A付属DVD内容
1. 裸の裸の裸のKISS(Music Video)
2. 裸の裸の裸のKISS(Dance Shot Ver.)

初回生産限定盤B付属DVD内容
1. アレコレしたい!(Music Video)
2. アレコレしたい!(Dance Shot Ver.)

初回生産限定盤C付属DVD内容
1. 裸の裸の裸のKISS(Close-up Ver.)
2. アレコレしたい!(Close-up Ver.)
3. 裸の裸の裸のKISS/アレコレしたい!（ジャケット・MV撮影メイキング＆オフショット映像）

## リリース日一覧
| 地域 | リリース日    | レーベル               | 規格               | カタログ番号                  |
| ---- | ------------- | ---------------------- | ------------------ | ----------------------------- |
| 日本 | 2014年3月19日 | UP-FRONT WORKS/hachama | マキシシングル+DVD | HKCN-50343（初回生産限定盤A） |
| 日本 | 2014年3月19日 | UP-FRONT WORKS/hachama | マキシシングル+DVD | HKCN-50345（初回生産限定盤B） |
| 日本 | 2014年3月19日 | UP-FRONT WORKS/hachama | マキシシングル+DVD | HKCN-50347（初回生産限定盤C） |
| 日本 | 2014年3月19日 | UP-FRONT WORKS/hachama | マキシシングル     | HKCN-50349（通常盤A）         |
| 日本 | 2014年3月19日 | UP-FRONT WORKS/hachama | マキシシングル     | HKCN-50350（通常盤B）         |

## 参加メンバー
- 宮崎由加、金澤朋子、高木紗友希、宮本佳林、植村あかり